# Яремчук Юрій Ярославович
Ю́рій Яросла́вович Яремчу́к (*8 лютого 1964, Львів) — український спортсмен та тренер з карате. 
Займається карате з 14 років. 1985 року закінчив Львівський державний інститут фізичної культури за спеціалізацією «легка атлетика (десятиборство)». Проходив службу в Радянській Армії у повітряно-десантних військах. З 1987 року працює на кафедрі фізичного виховання і спорту Львівського університету. Сьогодні займає посаду старшого викладача кафедри та тренера з карате-до, голова спортивного клубу кафедри. Чемпіон світу (2012, Австралія). 

## Посади та звання
- 1996 — Майстер спорту України міжнародного класу
- 2005 — Заслужений тренер України
- Володар чорного поясу, 6 Дан
- Суддя національної та міжнародної категорії, екзаменатор міжнародної категорії, інструктор міжнародної категорії
- Член суддівської колегії, екзаменаційної дан-комісії та інструкторсько- методичної комісії Української Асоціації карате-до SKI-Україна
- Голова Львівського обласного осередку УАК «SKI-Україна»
- Голова Львівського обласного осередку Спортивної студентської спілки карате України

З 1994 року організатор та головний суддя численних Чемпіонатів, Кубків та турнірів Львівської області з карате-до. З 1998 року і по цей час — головний суддя (заступник головного судді) Чемпіонатів та Кубків України з карате-до Української асоціації карате-до «SKI-Україна»

## Особисті досягнення

### Першість СНД
- 1991, 1992 — Переможець та призер першостей СНД

### Чемпіонат України
- 1992 — чемпіон
- 1993 — чемпіон
- 1994 — чемпіон

### Чемпіонати Європи
- 1994 — учасник чемпіонату (Анкара)
- 2004 — золотий, срібний та бронзовий призер (Одеса)
- 2007 — срібний призер (Одеса)

### Чемпіонату світу
- 1995 — 4-те місце (Мехіко)
- 1997 — учасник чемпіонату (Мілан)
- 2009 — 4-те місце (Афіни)

### Кубок світу
- 2000 — бронзовий призер (Луцьк)
- 2007 — золотий та срібний призер (Одеса)

### Інші турніри
- 1991 — Переможець міжнародного турніру, м. Ростов-на-Дону (Росія)

## Тренерські досягнення
Підготував 60 спортсменів, зокрема: І розряду – 34 особи, КМС – 21 особу, МС – 3 особи, МСМК – 2 особи.